# Лівонія (Нью-Йорк)
Лівонія (англ. Livonia) — місто (англ. town) в США, в окрузі Лівінгстон штату Нью-Йорк. Населення — 7497 осіб (2020).

## Демографія
Згідно з переписом 2010 року, у місті мешкало 7809 осіб у 3060 домогосподарствах у складі 2178 родин. Було 3537 помешкань
Расовий склад населення:
| - 97,3 % — білих - 0,6 % — чорних або афроамериканців - 0,5 % — азіатів - 0,2 % — корінних американців |

До двох чи більше рас належало 1,3 %. Частка іспаномовних становила 0,9 % від усіх жителів.
За віковим діапазоном населення розподілялося таким чином: 24,8 % — особи молодші 18 років, 62,0 % — особи у віці 18—64 років, 13,2 % — особи у віці 65 років та старші. Медіана віку мешканця становила 41,7 року. На 100 осіб жіночої статі у місті припадало 95,4 чоловіків;  на 100 жінок у віці від 18 років та старших — 93,2 чоловіків також старших 18 років.
Середній дохід на одне домашнє господарство  становив 74 399 доларів США (медіана — 64 838), а середній дохід на одну сім'ю — 84 453 долари (медіана — 74 221). Медіана доходів становила 52 443 долари для чоловіків та 42 688 доларів для жінок. За межею бідності перебувало 9,8 % осіб, у тому числі 14,6 % дітей у віці до 18 років та 5,2 % осіб у віці 65 років та старших.
Цивільне працевлаштоване населення становило 3657 осіб. Основні галузі зайнятості: освіта, охорона здоров'я та соціальна допомога — 27,2 %, виробництво — 15,4 %, будівництво — 10,1 %, мистецтво, розваги та відпочинок — 9,2 %.